# Глушково (Нижегородская область)
 Глушково  — опустевшая деревня в Шарангском районе Нижегородской области в составе Большерудкинского сельсовета.

## География
Расположена на расстоянии примерно 12 километров на восток-юго-восток по прямой от районного центра посёлка Шаранга.

## История
Известна с 1891 года как починок Глушковский, где в 1905 году было дворов 27 и жителей 182, в 1926 (деревня Глушковские или Глушково, Глушковский) 33 и 174, в 1950 42 и 149.

## Население
Постоянное население составляло 15 человек (русские 93 %) в 2002 году, 0 в 2010.